# Martín del Río
Martín del Río é um município da Espanha na província de Teruel, comunidade autónoma de Aragão. Tem 54,8 km² de área e em 2021 tinha 372 habitantes (densidade: 6,8 hab./km²).

## Demografia
| Variação demográfica do município entre 1991 e 2004 | Variação demográfica do município entre 1991 e 2004 | Variação demográfica do município entre 1991 e 2004 | Variação demográfica do município entre 1991 e 2004 |
| --------------------------------------------------- | --------------------------------------------------- | --------------------------------------------------- | --------------------------------------------------- |
| 1991                                                | 1996                                                | 2001                                                | 2004                                                |
| 574                                                 | 518                                                 | 476                                                 | 474                                                 |